# Jason Dohring
Jason Dohring, född 30 mars 1982 i Toledo, Ohio, är en amerikansk skådespelare. Dohring är kanske mest känd för sin roll som Logan Echolls i Veronica Mars. Dohring har även medverkat i TV-serierna Baywatch, Boston Public och Moonlight. Han är scientiolog.

## Filmografi (filmer/serier som haft svensk premiär)[2]
- 1998 : Deep Impact - Harold
- 2004 - 2007 : Veronica Mars - Logan
- 2008 : Moonlight - Josef Kostan
- 2011 : Ringer - Mr. Carpenter
- 2014 – Veronica Mars

## Externa länkar

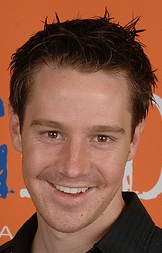